# Unione Sportiva Casertana 1966-1967
Questa pagina raccoglie le informazioni riguardanti l'Unione Sportiva Casertana nelle competizioni ufficiali della stagione 1966-1967.

## Rosa
| N. |                   | Ruolo | Calciatore            |
| -- | ----------------- | ----- | --------------------- |
|    | Italia (bandiera) | D     | Ezio Anghileri        |
|    | Italia (bandiera) | C     | Giulio Bongiovanni    |
|    | Italia (bandiera) | A     | Maurizio Cavazzoni    |
|    | Italia (bandiera) | A     | Stefano Dal Monte     |
|    | Italia (bandiera) | C     | Mario De Grassi       |
|    | Italia (bandiera) | D     | Antonio De Luca       |
|    | Italia (bandiera) | C     | Riccardo Franceschini |
|    | Italia (bandiera) | A     | Francesco Fratese     |
|    | Italia (bandiera) | C     | Fabrizio Giovannetti  |
|    | Italia (bandiera) | P     | Gennaro Illiano       |

| N. |                   | Ruolo | Calciatore         |
| -- | ----------------- | ----- | ------------------ |
|    | Italia (bandiera) | D     | Salvatore Lombardi |
|    | Italia (bandiera) | A     | Claudio Ludovisi   |
|    | Italia (bandiera) | P     | Leo Masitti        |
|    | Italia (bandiera) | C     | Giuseppe Pacini    |
|    | Italia (bandiera) | C     | Nicola Ruggiero    |
|    | Italia (bandiera) | C     | Davide Savini      |
|    | Italia (bandiera) | A     | Giuseppe Simeone   |
|    | Italia (bandiera) | A     | Vittorio Tomiet    |
|    | Italia (bandiera) | C     | Rino Tosi          |